# Monte Ellsworth
El monte Ellsworth es el pico más alto de la cordillera de la Reina Maud con 2952 m, en el alargado macizo que se encuentra entre el glaciar Steagall y el glaciar Amundsen.
Descubierto por el contraalmirante Byrd en el vuelo que realizó al Polo Sur los días 28 y 29 de noviembre de 1929, le dio el nombre de Lincoln Ellsworth, un explorador polar de los Estados Unidos.